# Санта-Лузия (Орике)
Санта-Лузия (порт. Santa Luzia) — фрегезия (район) в муниципалитете Орике округа Бежа в Португалии. Территория — 34,89 км². Население — 393 жителей. Плотность населения — 11,3 чел/км².